# Universitetet i Pavia
Universitetet i Pavia (italienska Università degli Studi di Pavia, UNIPV) i Pavia. 
Universitetet grundades 1361 och är därmed ett av de äldsta i världen. Redan år 825 var Pavia platsen för en retorikskola grundad av Lothar I.
Universitetet består av nio fakulteter och antalet studenter var 21 946 år 2016. Förutom verksamheten i Pavia har universitet även avdelningar i Cremona, Mantua och Voghera.

## Bilder

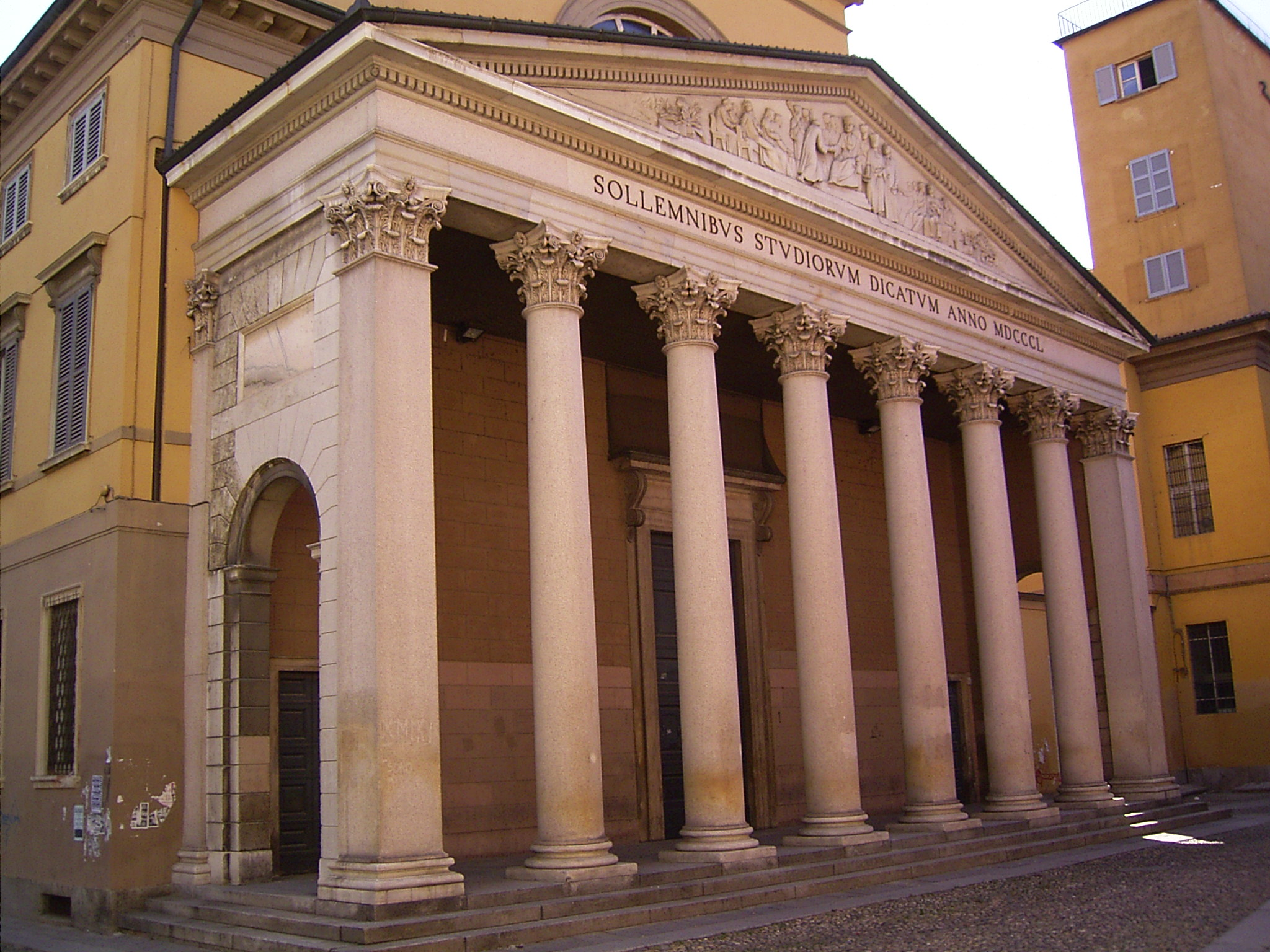
Huvudaulan – Aula Magna.